# GW170608
GW170608 est le nom du signal attribué à une observation directe d’ondes gravitationnelles annoncée le 15 novembre 2017. La détection a été faite le 8 juin 2017 à 2 h 1 min 16 s UTC sur les deux sites américains jumeaux LIGO construits en Louisiane et dans l’État de Washington.
Le signal est issu de la fusion d'un trou noir binaire. Les deux composants du système de masses respectives 12+7
 −2 et 7 ± 2 masses solaires ont coalescé en un trou noir de 18,0+4,8
 −0,9 masses solaires.